# Jo Reynolds
 (décembre 2016).
- Si vous ne connaissez pas le sujet, laissez ce bandeau (vous pouvez alors contacter les auteurs).
- Si vous supprimez le contenu mis en cause (vous pouvez préalablement contacter les auteurs),

argumentez précisément cette suppression dans la page de discussion
(un manque de référence n'est pas un argument ; une recherche réelle de référence doit avoir été effectuée, être formellement documentée).
 (décembre 2016).
Si vous disposez d'ouvrages ou d'articles de référence ou si vous connaissez des sites web de qualité traitant du thème abordé ici, merci de compléter l'article en donnant les références utiles à sa vérifiabilité et en les liant à la section « Notes et références ».
Jo Reynolds est un personnage de fiction féminin de la série télévisée américaine Melrose Place. Elle est interprétée par Daphne Zuniga.
Introduite à partir du quinzième épisode de la saison 1 en tant que nouvelle locataire à Melrose, Jo est une New-Yorkaise qui a quitté son mari en venant s'installer à Melrose Place.
Jo, est une femme plaisante et sympathique avec un caractère bien trempée. Elle n'a jamais eu de chance avec les hommes. Elle est très proche d'Allison qu'elle considère comme sa meilleure amie.

## Histoire du personnage

### saison 1 à 2
Jo avant d'emménager à Melrose habitait à New York. Elle est très sûre d'elle et sait ce qu'elle veut. Très vite elle se rapproche de Jack et d'Alison qui devient l'une de ses meilleures amies. Jo reste mystérieuse lorsqu'elle vient habiter la résidence. En réalité Jo fuit son mari Charles qui se montre violent. Celui-ci la retrouvera, on apprendra que Jo l'a quitté car il était alcoolique, il va la trouver grâce au père de Jo. Ses véritables intentions sont de retourner avec Jo elle comprendra assez vite la situation. De plus il se montrera de nouveau violent il tentera de l'agresser sexuellement en étant éméché. Aussi Jo souhaite divorcer et lui annoncera sa décision, il repartira pour New york cette décision la rapprochera de nouveau de Jack.
Jo prête de l'argent à Jake pour qu'il rachète le magasin de moto de son ancien patron. Ils deviennent associés et avec la pression et les contraintes de tenir un commerce, les deux amoureux ont plusieurs querelles. Malheureusement un peu plus tard le magasin brûle à cause d'une maladresse de Jake et Amanda. Le couple se sépare et Jake tombe dans les bras d'Amanda.
Jo retrouve Reed Carter un ancien camarade lors d'une réunion d'anciens du lycée. Les deux amis tombent amoureux et commencent une histoire d'amour. Reed est un malfrat qui fait du trafic de drogue. Jo le découvre et est obligée de le tuer lorsque celui-ci tente de l'assassiner. Elle découvre qu'elle est enceinte de Reed et finit par vouloir garder le bébé.

### Saison 3 à 4
Malheureusement les parents de Reed veulent obtenir la garde de leur petit-fils. Jo perd le procès et suit les conseils de Kimberley en faisant croire que son fils est mort né. Jo est heureuse de pouvoir garder son enfant mais Kimberley le lui vole et fait passer Jo pour folle qui ne surmonte pas la mort de son propre enfant. Ne pouvant se résoudre à perdre son enfant, Jo prévient Peter Burns. Michael se résout à redonner l'enfant à Jo. Kimberley se venge en prévenant les parents de Reed que leur petit fils est vivant et à l'aide d'une tiers personne qui devient nourrice pour le bébé de Jo le récupère l'enfant. Jo repasse devant le tribunal et finit par confier son bébé à un centre d'adoption malgré sa peine.
Un peu plus tard, Jo tombe amoureuse du frère de Jack : Jesse Hanson. Jesse est violent et Jake en voulant protéger Jo le tue. Leur amitié sera entaché par ce drame.
Une autre de ses amis lui en voudra lorsque Jo tombera amoureuse de Richard le petit ami de Jane. Mais Richard n'arrivera pas à oublier Jane et Jo rompra avec lui.
Préférant oublier les hommes, Jo se réfugiera dans le travail. Mais cette fois Jo tombe sur l'homme de sa vie. Un médecin appelé Dominick et part avec lui en Bosnie.